# Schwedenschimmel
Der Schwedenschimmel ist ein ausgestopftes Schlachtross des schwedischen Königs Gustav II. Adolf, das 1632 bei der Belagerung von Ingolstadt während eines Erkundungsrittes des Königs von einer Kugel getroffen und getötet wurde. Es gilt als das älteste erhaltene Tierpräparat in Europa.

## Beschreibung
Das Pferd wurde in natürlicher, stehender Haltung mit leicht gesenktem, nach rechts gewandtem Kopf und leicht angehobenem linkem Vorderbein präpariert. Das Fell des Pferdes ist das eines beige gefleckten Apfelschimmels mit dunklen, bis ins Schwarz übergehenden Beinen. Die Mähne und der kurze Schweif sind grau. Die Augen wurden geöffnet nachgebildet und seine Ohren sind aufgestellt. Das linke Vorderbein weist am Übergang vom Bug zum Bein einen großflächigen Defekt auf, der mit einem helleren, offensichtlich fremden, langhaarigen Stück Fell kaschiert wurde. Die Haut wurde auf einem anatomisch ausgearbeiteten hölzernen Grundkörper montiert und mit groben Stichen vernäht. Das Fell des Pferdes wirkt stark abgegriffen mit stellenweise ausgefallenen Haaren.

## Geschichte

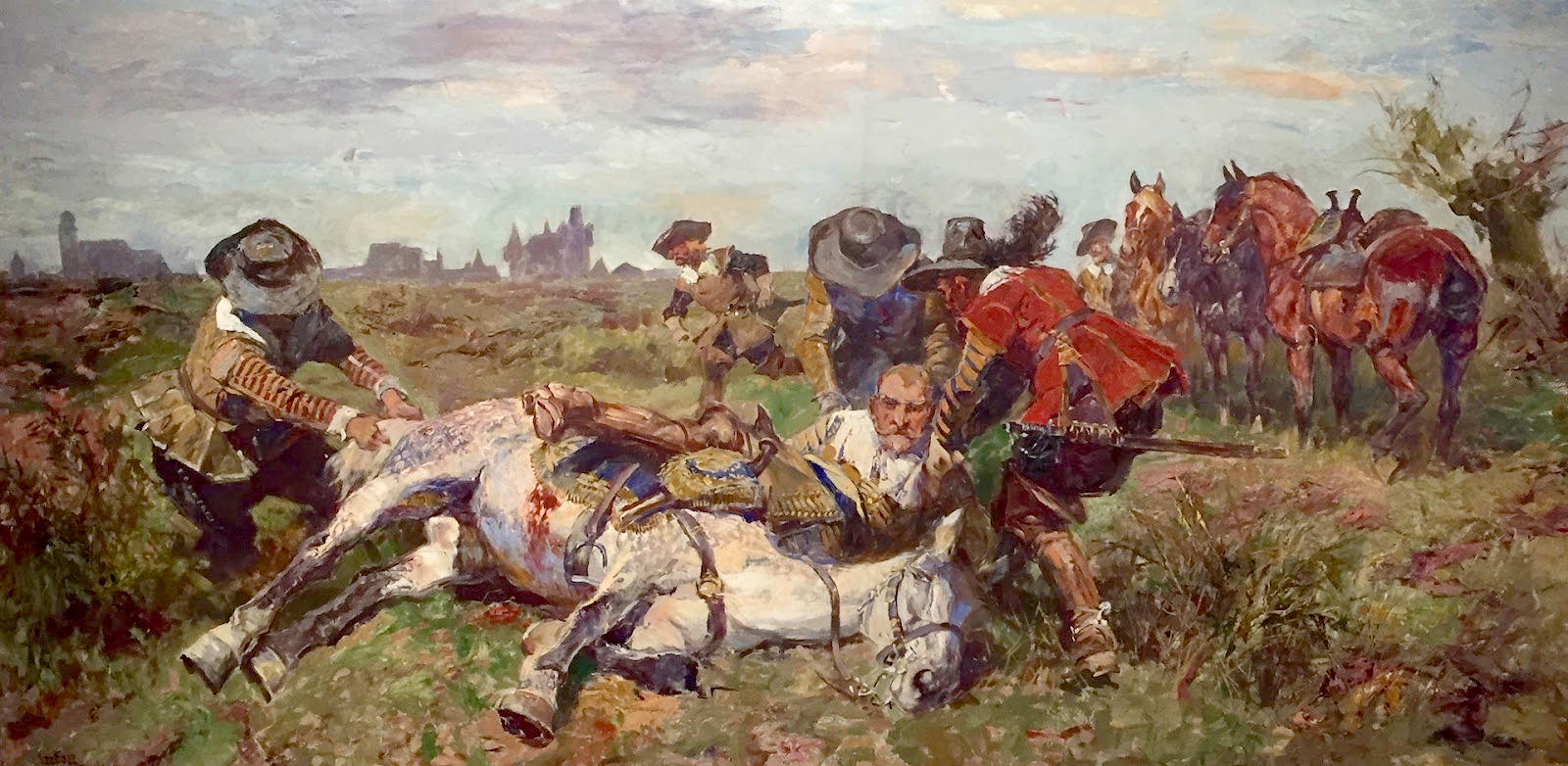
Das Ereignis auf einem Gemälde von Anton Hoffmann aus dem 18./19. Jh.

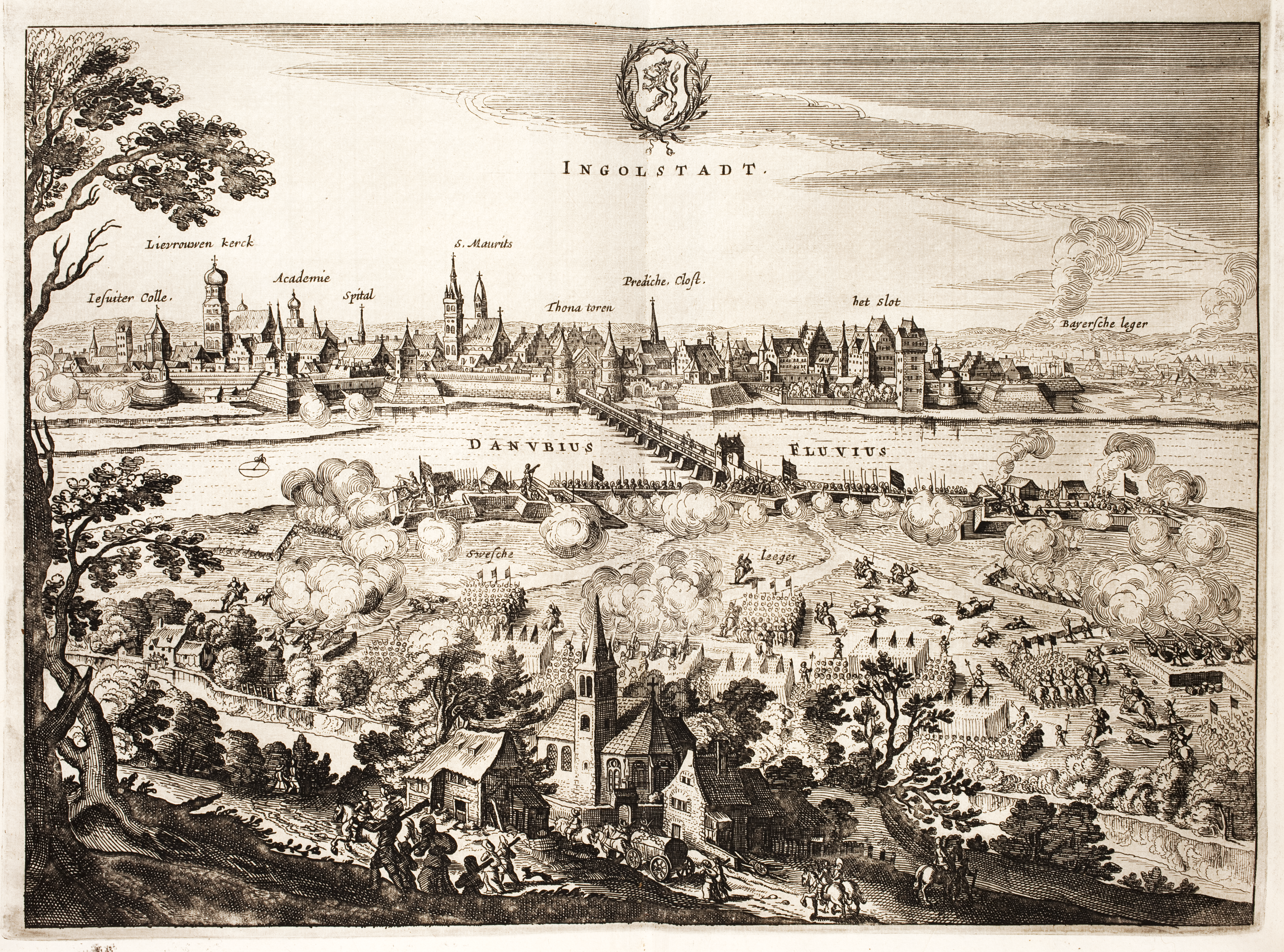
Die Belagerung Ingolstadts durch die Schweden von 1632 (Matthäus Merian, 1642)

Nachdem die Schweden während des Dreißigjährigen Krieges siegreich aus der Schlacht bei Rain am Lech hervorgegangen waren, rückten sie über Neuburg donauabwärts und gingen am 29. April 1632 vor Ingolstadt in Stellung. Von Oberstimm und Unsernherrn aus belagerten sie die auf der gegenüberliegenden Donauseite liegende Stadt, in der Kurfürst Maximilian von Bayern sie mit seinen Truppen erwartete. Durch Beschuss konnten die Bayern die Schweden zunächst zurückdrängen. Ebenso scheiterte ein nächtlicher Angriff auf die Festung. Am Morgen des 30. April ritt Gustav Adolf nach dem Gottesdienst zwischen 9 und 10 Uhr auf seinem Schimmel auf das von der Stadt gehaltene Hornwerk der Donaubrücke zu, um deren Umfeld zu erkunden. Wieder wurden die schwedischen Truppen beschossen, wobei das Pferd des Königs von einer Kugel am Bein getroffen wurde, stürzte und Gustav Adolf unter sich begrub. Der König hatte Glück und blieb bis auf ein paar Prellungen an den Beinen unverletzt, während der neben ihm reitende Markgrafensohn Christoph von Baden-Durlach tödlich am Kopf getroffen wurde. Der König und sein toter Begleiter wurden in das Lager der Schweden zurücktransportiert, wohingegen der Schimmel vor Ort durch einen Gnadenschuss getötet und liegengelassen wurde. Am Tag darauf informierte ein Gefangener die Bayern darüber, dass sie das Reittier des Königs getroffen hatten. Der Überlieferung nach wurde das Tier von der Kugel einer Falkonett getroffen, die von der Eselsbastei auf der anderen Donauseite aus abgefeuert worden war.
Gustav Adolf setzte die Belagerung der Stadt noch weitere zwei Tage fort und verlor in den Kämpfen mehr als 2000 Soldaten. Als in der Nacht zum 3. Mai 1632 schließlich das Hauptlager der Schweden in der Ortschaft Oberstimm abbrannte, wurde die Belagerung aufgegeben und das schwedische Heer zog in der darauffolgenden Nacht ab. Ingolstadt wurde so zur ersten deutschen Stadt, die einen Einfall dieses Heeres verhindern konnte. Am 4. Mai transportierten die Ingolstädter unter anderem das tote Pferd des Schwedenkönigs in ihre Stadt, zogen ihm die Haut ab, gerbten diese und montierten sie auf einem hölzernen Grundkörper. Das Präparat wurde als Trophäe zunächst im Alten Zeughaus des Neuen Schlosses aufgestellt. Später war es an verschiedenen anderen Standorten zu sehen, bis es 1920 in den Besitz des städtischen Museums überging, wo es seither in der Dauerausstellung gezeigt wird.

### Überlieferung

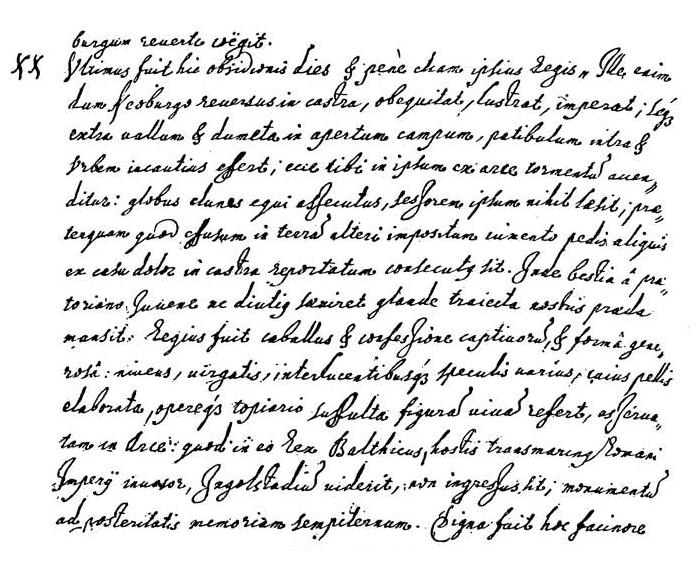
Textpassage aus dem Jahresbericht des Jesuitenkollegs von 1632 zu dem Tod des Schwedenschimmels

Die Ereignisse um den Tod des Schwedenschimmels sind aus mehreren zeitgenössischen Quellen unabhängig voneinander gut dokumentiert. So berichtet die vermutlich 1632 in Augsburg gedruckte Außführliche Beschreibung deß Orts und Gelegenheit Ingol=Stat etc. von Seiten der schwedischen Belagerer:

„Freytags früh / machte sich Ihr Königl.Mayst. sampt dritt / zu einer Schanze / derselben Beschaffenheit ein Augenschein abzunemen / in Hoffnung / Er Feind würde bey abgenommener Schanz sich gnug zu wehren haben / Im zurückwenden aber solcher Recognoscation wurd ein Stück gelöst / Welches Ihr Maystat das Roß unterm Leib hinweg nimmt: Ihr Mayst. aber Daßfferem Gemüth und unerschrockenem Herzen nach / kam wieder zu frischem Roß / unnd Ordnete zum schleunigen Fortgang / die vorgenommene Werk weiter an.“

Der Jesuit Jacob Balde schildert das Ereignis in seinem Tagebuch:

„Den 3. Mai machte der König gustav Adolph denkwürdig. Derselbe war kurz von Neuburg zurückgekommen und ritt auf der Pläne vor der Stadt recognosziren. Während dessen kam eine Kanonenkugel vom Burgwall (ex arcis vallo) geflogen, streifte seines Pferdes einen Hinterbacken, ging durch cden Bauch beim Bug vorne wieder heraus, und nam den Zaum selbst einem Theil vom Gebiß mit. Der König ward abgeworfen, aber bestieg schnell ein anderes Pferd und ritt davon. Dem Thie rward die Haut abgezogen, dieselbe ausgestopft, und zum Andenken aufbewahrt.“

Von Seiten der belagerten Stadt berichtet ein Eintrag im Jahresbericht des Jesuitenkollegs dazu:

“XX Ultimus fuit hic obsidionis dies et pene etiam ipsius regis. Ille enim dum Neoburgo reversus in castra, obequitat, lustrat, imperat; seque extra vallum et dumeta in apertum campum, patibulum intra et urbem incautius effert; ecce tibi in ipsum ex arte tormentatio accenditur. Globus clunes equi exsecutus, sessorem ipsum nihil laesit; praeterquam quod offusum in terram alteri impositum iumento pedis aliquis ex casu dolor in castra reportatum consecutus sit. Inde bestia a praetoriano iuvene ne diutius saeviret glande traiecta nostris praeda mansit. Regius fuit caballus et confessione captivorum, et forma generosa: niveus, virgatis, interlucentibusque speculis varius, cuius pellis elaborata, opereque topiario sussulta figuram vivam refert, asservatam in arce; quod in eo Rex Balthicus hostis transmarinus Romani Imperii invasor, Ingolstadium viderit, nec (?) ingressus sit, monumentum ad posteritatis memoriam sempiternam.”

„XX Es war der letzte Tag der Belagerung und beinahe auch des Königs selbst. Dieser nämlich, als er von Neuburg ins Lager zurückgekehrt ist, reitet die Reihen ab, mustert, erteilt Befehle; und begibt sich außerhalb der Verschanzung und des Buschwerks höchst unvorsichtig ins offene Feld, zwischen dem Galgen und der Stadt; da wird doch auf ihn nach allen Regeln der Kunst eine Beschießung entfacht. Eine Kugel traf das Hinterteil des Pferdes, verletzte den Reiter jedoch nicht; außer dass ihn, zu Boden gestürzt und auf ein anderes Reittier gesetzt, von dem Sturz ein Schmerz am Fuß ereilte, als er ins Lager zurückgebracht war. Darauf wurde das Tier, damit es nicht länger vor Schmerzen tobte, von einem jungen Mann der Leibwache mit einem Geschoss getötet; so blieb es den Unseren zur Beute. Es war das königliche Pferd, sowohl aufgrund des Zeugnisses von Gefangenen wie aufgrund der edlen Gestalt: schneeweiß, gescheckt mit streifigen, zwischenein leuchtenden Farbflecken; sein Fell, bearbeitet und von einem künstlerischen Werk gestützt, gibt die lebendige Gestalt wieder, aufbewahrt in der Burg; weil auf ihm der baltische König, der überseeische Feind, der Eindringling in das Römische Reich, Ingolstadt gesehen hat und nicht hineingelangt ist, ein Mahnmal zum immerwährenden Gedächtnis der Nachwelt.“

Der in dieser Schlacht vor Ingolstadt kämpfende Söldner Peter Hagendorf berichtet in seinem 1988 wiederentdeckten Tagebuch:

„Alhir haben nun, die von Engelstadt, mit stugken auff den Köniesen stargk gespilet das man den Könieg sein Pferdt vnter dem leieb hat todt geschossen…“

„Hier haben nun die von Ingolstadt mit Kanonen auf die Königlichen stark gespielt (geschossen), dass man dem König sein Pferd unter dem Leib hat totgeschossen.“

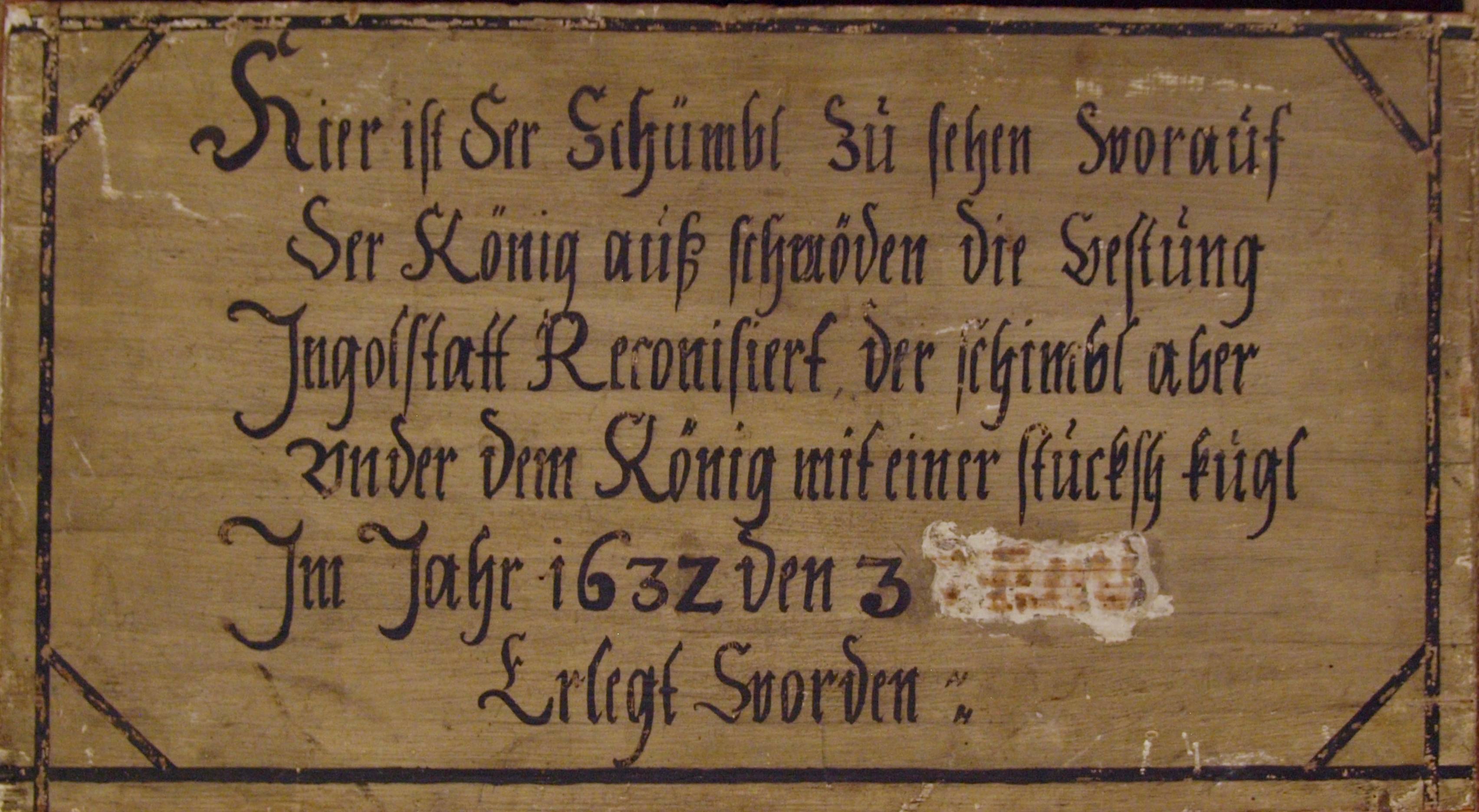
Historische Hinweistafel zum Schwedenschimmel

Eine historische hölzerne Tafel, vermutlich aus dem 18./19. Jahrhundert, am Schimmel beschreibt den Sachverhalt:

„Hier ist der Schümbl zu sehen worauf der König auß schwöden die Festung Ingolstatt Reconisiert der schimbl aber under dem König mit einer stucksh kugl Im Jahr 1632 den 3 (Monat weggekratzt) Erlegt worden.“

Ursprünglich war die Tafel auf dem hohen hölzernen Sockel im Schlossmuseum angebracht, auf dem der Schwedenschimmel montiert war. Der Monatsname „May“ wurde zu einem späteren Zeitpunkt auf der Tafel abgekratzt. Auf einer Fotografie aus dem frühen 20. Jahrhundert trug der Schimmel zusätzlich ein kleines geschweiftes Schild vor dem Bug.

### Abweichende Datierungen
Obwohl das Ereignis aus zeitgenössischen Schriftquellen sehr gut überliefert ist, finden sich zum Todestag des Schimmels in der älteren wie auch jüngeren Literatur abweichende Datumsangaben. Einerseits wird der 30. April und andererseits der 3. Mai genannt. Ein Großteil der historischen Quellen datiert den Tod des Schimmels auf den 30. April 1632, wohingegen der Bericht des Jesuitenkollegs, ebenso wie der Jesuit Jacob Balde den 3. Mai nennen, worauf sich zahlreiche nachfolgende Autoren beziehen. Nach Hanns Kuhn bestätigen jedoch mehrere Quellen aus dem schwedischen Lager, so aus dem Reichsarchiv Stockholm, von schwedischen Agenten und Begleitern des Königs, Freitag, den 30. April als Tag des Vorkommnisses. Hierzu passt aber auch die Erwähnung im Bericht des Jesuitenkollegs, wonach sich das Ereignis am letzten Tag der Belagerung Ingolstadts zutrug.

## Bedeutung

Streiff, das andere ausgestopfte Schlachtross des Gustav II. Adolf

Der Schwedenschimmel galt lange Zeit nur als zweitältestes Tierpräparat Europas. Etliche Jahrzehnte älter war der Elefant Maximilians II., der aber im oder kurz nach dem Zweiten Weltkrieg zerstört wurde, so dass der Ingolstädter Schwedenschimmel, der sich mittlerweile im Bestand des Stadtmuseums Ingolstadt im Kavalier Hepp befindet, heute das älteste in Europa erhaltene Tierpräparat darstellt. Nur wenige Monate jünger ist ein weiteres ausgestopftes Pferd, das zu Lebzeiten ebenfalls vom schwedischen König Gustav Adolf geritten wurde: Der braune Oldenburger Streiff, der in Stockholm aufbewahrt wird, wurde mit seinem Reiter in der Schlacht bei Lützen im Herbst 1632 angeschossen und kam wenig später zu Tode.